# Bentley Speed 8
La Bentley Speed 8 è una vettura sport-prototipo da competizione costruita dalla casa automobilistica inglese Bentley secondo la normativa ACO categoria LM GTP ed ha gareggiato nella 24 Ore di Le Mans dal 2001 al 2003, anno in cui vinse questa storica corsa, dopo settantatré anni di assenza dalle competizioni sportive.

## Tecnica
Negli anni in cui la Bentley Speed 8 ha gareggiato, cioè dal 2001 al 2003, era l'unico prototipo della classe LM GTP, rispetto alle contemporanee rivali sport aperte della classe LMP vantava una potenza superiore perché il regolamento tecnico dell'ACO permetteva alle vetture coupé flange all'aspirazione di maggior diametro e pressioni del turbo superiori, perciò pur montando lo stesso motore della Audi R8 Sport disponeva di più potenza di quest'ultima.

Tuttavia, rispetto alle sport aperte LMP 900, la Bentley era però penalizzata dalla larghezza delle gomme, infatti per regolamento utilizzava cerchi da 18" come le sport, ma con pneumatici larghi al massimo 14" e diametro di 28" (la ruota completa) contro i 16" di larghezza e 28,5" di diametro delle sport; ciò comportava una maggiore usura delle coperture considerando che la potenza e la coppia erano superiori.

### Motore
Il prototipo è equipaggiato di un motore V8 in alluminio biturbo a 32 valvole con angolo tra le bancate di 90°, la cui cilindrata è passata dai 3.600 cm³ del 2001 ai finali 4.000 nel 2002 e 2003. Esso, realizzato in collaborazione con Audi, è in grado di sviluppare oltre 630 CV di potenza massima, mentre la coppia supera i 700 Nm. Al fine di limitare la potenza massima, per regolamento, sui condotti di aspirazione ci sono due air restrictor e anche la pressione della sovralimentazione è limitata. Nel 2003 è stato inoltre dotato del sistema FSI di iniezione diretta della benzina sviluppato dall'Audi, grazie al quale i consumi sono stati ridotti.

### Telaio
La Speed 8 ha corso nella categoria LM GTP, in pratica prototipi con il tetto, la conformazione chiusa di questa vettura consente di realizzare un telaio più rigido grazie al montante posto sul parabrezza, anche il profilo aerodinamico ne giova risultando migliore rispetto ad una sport aperta.
Il telaio è una monoscocca realizzata in fibra di carbonio con rinforzi e particolari in alluminio a nido d'ape, il peso della vettura si attesta sui 900 kg, la capacità del serbatoio della benzina è di 90 litri, il cambio trasversale sequenziale a sei rapporti è elettro-pneumatico e la trazione è posteriore; lo sterzo è servoassistito elettricamente, le sospensioni hanno uno schema a doppi triangoli sovrapposti con ammortizzatori di tipo push rod, l'impianto frenante è costituito da 4 freni a disco in materiale carboceramico con pinze freno AP Racing a 6 pompanti, i cerchi delle ruote realizzati in magnesio forgiato sono forniti dalla OZ Racing.
Nel 2001 e 2002 viene schierata la EXP Speed 8 primo modello, mentre per il 2003 viene riprogettata la vettura, di concezione molto più estrema, con notevoli differenze di carrozzeria, aerodinamica, e nuove coperture Michelin al posto delle Dunlop.

## Risultati sportivi

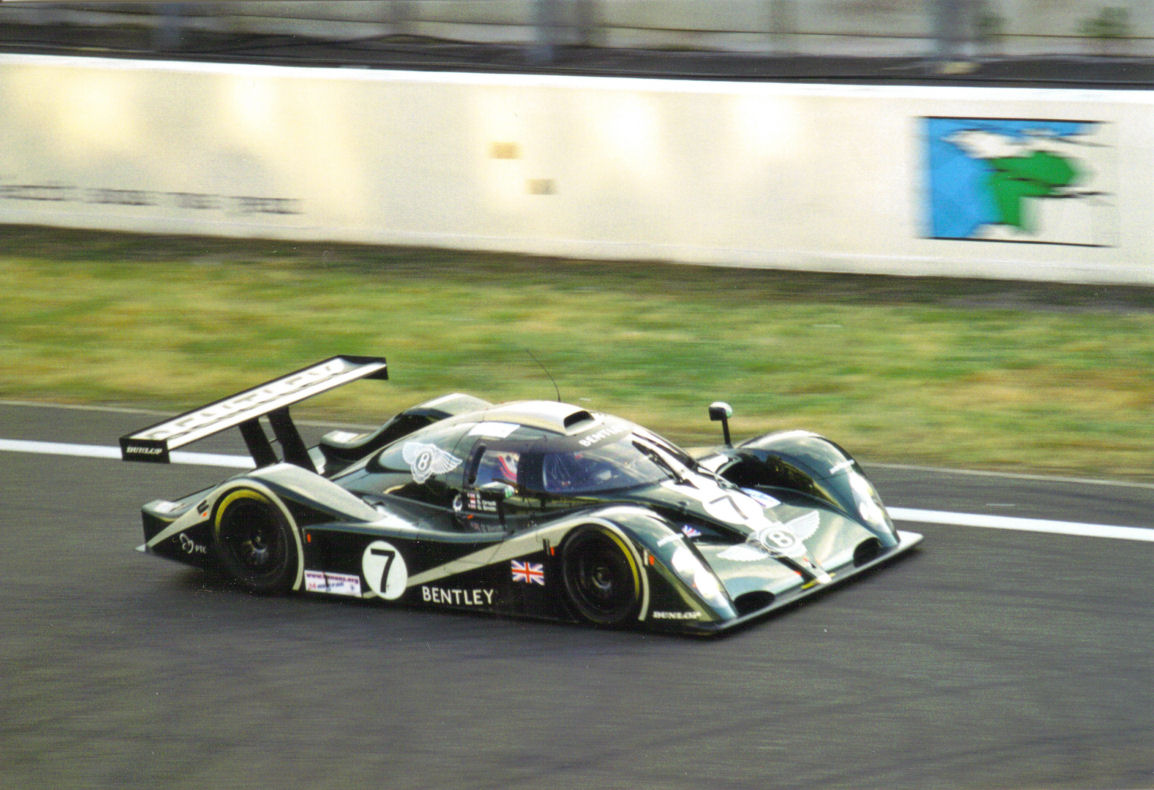
La Bentley EXP Speed 8

Alla 24 Ore di Le Mans del 2001 prendono parte due Bentley, la corsa è caratterizzata dalla pioggia insistente, una EXP Speed 8 esce di pista insabbiandosi e nel tentativo di ripartire si surriscalda il motore che poi cede, mentre l'altra Bentley arriva terza assoluta, vince l'Audi R8 Sport, anche se per il potenziale della vettura e le particolari condizioni meteo la vittoria era a portata di mano, problemi di natura elettrica dovuti alla forte umidità compromettono un risultato migliore.
Il 2002 è un altro anno di apprendistato e di transizione visto che il Gruppo Volkswagen, proprietaria della Bentley, si è impegnata a vincere per la terza volta consecutiva la 24 Ore di Le Mans con l'Audi, prima di lasciarle via libera, viene così schierata solo una EXP Speed 8 che conduce una gara regolare e arriva quarta assoluta, mentre Audi fa suo tutto il podio.

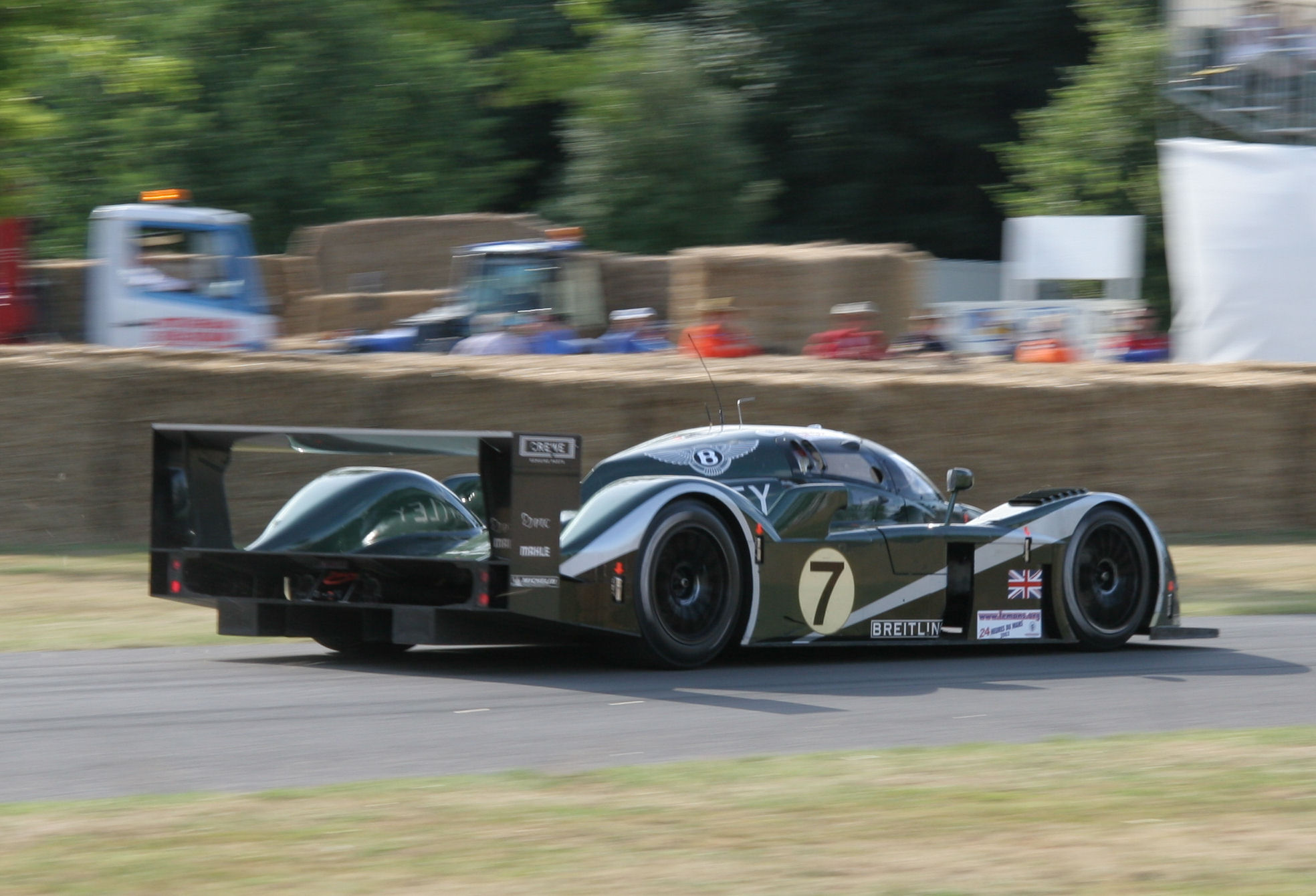
La Bentley Speed 8 Evo, vincitrice della 24 Ore di Le Mans 2003

Nel 2003 la Bentley è arrivata all'ultimo dei tre anni del suo programma di gare, per raggiungere un obiettivo prestigioso, la vettura viene rivista radicalmente, per verificarne il potenziale viene iscritta alla 12 Ore di Sebring 2003, gara che tradizionalmente apre la stagione. In prova le due Speed 8 dominano, ma vengono in seguito arretrate in ultima fila per un inconveniente tecnico causato dal calore del vano motore che deformando una parte dell'estrattore, lo ha reso non a norma come misure; partite in 52ª e 53ª posizione devono faticare non poco per risalire la classifica e alla fine arrivano in terza e quarta posizione, battute dalle R8.
Alla 24 Ore di Le Mans l'Audi non gareggia con la squadra ufficiale per non interferire, anzi due suoi piloti rappresentativi, gli esperti Tom Kristensen e Dindo Capello, sono prestati alla Speed 8 per formare un equipaggio con Guy Smith.
I prototipi inglesi molto competitivi partono in pole position, impongono subito un ritmo elevato e conquistano agevolmente il primo e secondo posto assoluti, la vittoria va all'equipaggio Capello-Kristensen-Smith. Questo risultato è il coronamento del progetto iniziale, dopo tale risultato la Bentley si ritira dalle competizioni, con la vittoria del 2003 salgono a sei i trionfi Bentley alla 24 Ore di Le Mans, dopo le cinque vittorie ottenute tra il 1924 e il 1930.
Nei giorni seguenti alla vittoria nella 24 Ore, per festeggiare il trionfo viene organizzata una parata sui Campi Elisi, Derek Bell guida la Bentley Speed 8 numero 7 vincitrice a Le Mans, il prototipo scortato da autovetture Bentley d'epoca guidate dai piloti della squadra, transita a bassa velocità lungo il viale gremito di persone, ma nel bel mezzo dell'esibizione d'improvviso il motore si rompe; mentre in gara ha coperto senza problemi oltre 5.000 km a ritmi massacranti, a Parigi ha resistito solo poche centinaia di metri.